# Filmoteca Española

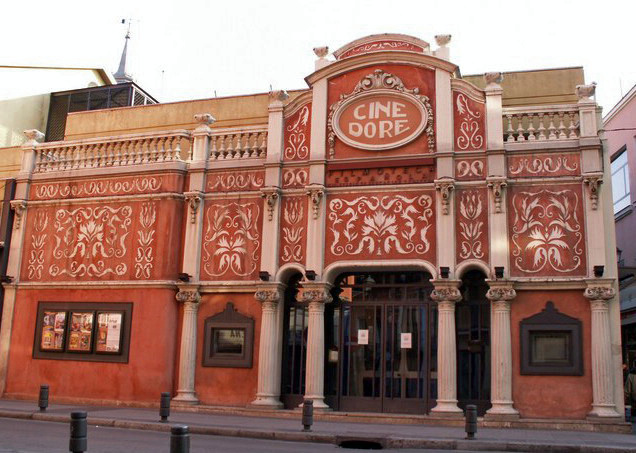
Le Cine Doré, salle de projection officielle de la Cinémathèque.

La Cinémathèque espagnole (en espagnol : Filmoteca Española) est une institution officielle de l'Institut de la Cinéma et des Arts audiovisuels espagnol. Ses objectifs sont la récupération, la recherche et conservation du patrimoine cinématographique espagnol et sa diffusion. Son siège et ses salles de projection sont situés au Cine Doré.